# هوبيرت بوخر
هوبيرت بوخر (بالألمانية: Hubert Bucher)‏ (و. 1931  م) هو كاهن كاثوليكي ألماني، ولد في ريغنسبورغ.

## مناصب
تولى منصب أسقف كاثوليكي (منذ 27 مارس 1977)
- مطران  [لغات أخرى]‏

.

## جوائز
حصل على جوائز منها:
- نيشان استحقاق صليب الضباط لجمهورية ألمانيا الاتحادية
- نيشان استحقاق صليب الضباط لجمهورية ألمانيا الاتحادية